# Strongylopus wageri
Strongylopus wageri és una espècie de granota que viu a Sud-àfrica i, possiblement també, a Lesotho i Eswatini.
Està amenaçada d'extinció per la pèrdua del seu hàbitat natural.